# Ras al-Ajn al-Bumani
Ras al-Ajn al-Bumani (arab. رأس العين البومانع) – miejscowość w Syrii, w muhafazie Aleppo. W 2004 roku liczyła 3038 mieszkańców.